# Chris Smalling
Chris Smalling, właśc. Christopher Lloyd Smalling (ur. 22 listopada 1989 w Londynie) – angielski piłkarz pochodzenia jamajskiego, występujący na pozycji obrońcy w saudyjskim klubie Al-Fayha FC. W latach 2011–2017 reprezentant Anglii. Uczestnik Mistrzostw Świata 2014 i Mistrzostw Europy 2016.
Smalling grał dla Walderslade Boys i Lordswood, zanim trafił do szkółki piłkarskiej Milwall. W wieku 16 lat przeszedł do Maidstone United, gdzie po występach w młodzieżowych drużynach i rezerwach trafił do pierwszego składu. Po roku gry w pierwszym zespole siódmoligowego klubu, w 2008 roku podpisał kontrakt z Fulham. 24 maja 2009 roku w meczu z Evertonem zadebiutował w Premier League, a we wrześniu rozegrał swoje pierwsze spotkanie w Lidze Europy. W styczniu 2010 roku Manchester United podpisał z nim kontrakt opiewający na 7–12 milionów funtów, który zaczął obowiązywać od 1 lipca 2010.
Po grze w reprezentacji Anglii U-18, w marcu 2009 roku Smalling zadebiutował w kadrze do lat 20, a w sierpniu w kadrze U-21.

## Życie prywatne
Smalling urodził się 22 listopada 1989 roku w Greenwich w Londynie jako syn Theresy i Lloyda. Jego ojciec grał w krykieta; zmarł na raka, gdy Smalling miał pięć lat. W tym samym czasie wraz z rodziną przeprowadził się do dwurodzinnego domu w Chatham.
Smalling uczęszczał do szkoły podstawowej Ridge Meadow. Następnie uczył się w szkole dla chłopców Chatham Grammar School i pracował jako kelner w hotelu.
W dzieciństwie Smalling był kibicem Arsenalu. Jego matka była fanką Tottenhamu Hotspur, a ojciec i brat Jason kibicowali Manchesterowi United.

## Kariera klubowa

### Początki
Karierę piłkarską Smalling rozpoczął w wieku dziewięciu lat w Walderslade Boys. Następnie grał jeszcze w Lordswood. W wieku 12 lat trafił do Millwall. Cztery lata później rozpoczął występy w Maidstone United. Początkowo występował w drużynach młodzieżowych i rezerwach, aż w końcu trafił do pierwszego składu. Gdy miał 17 lat, zainteresowanie nim wyraziło Middlesbrough, a także Charlton Athletic, Gillingham Reading, Fulham, Chelsea i Arsenal.
W maju 2008 roku Middlesbrough potwierdziło podpisanie dwuletniego kontraktu ze Smallingiem, jednak pozostał w Maidstone United.
Smalling poza karierą klubową, reprezentował także hrabstwo Kent. W dzieciństwie trenował także poza piłką nożną – rugby, koszykówkę, judo i krykiet.

### Fulham

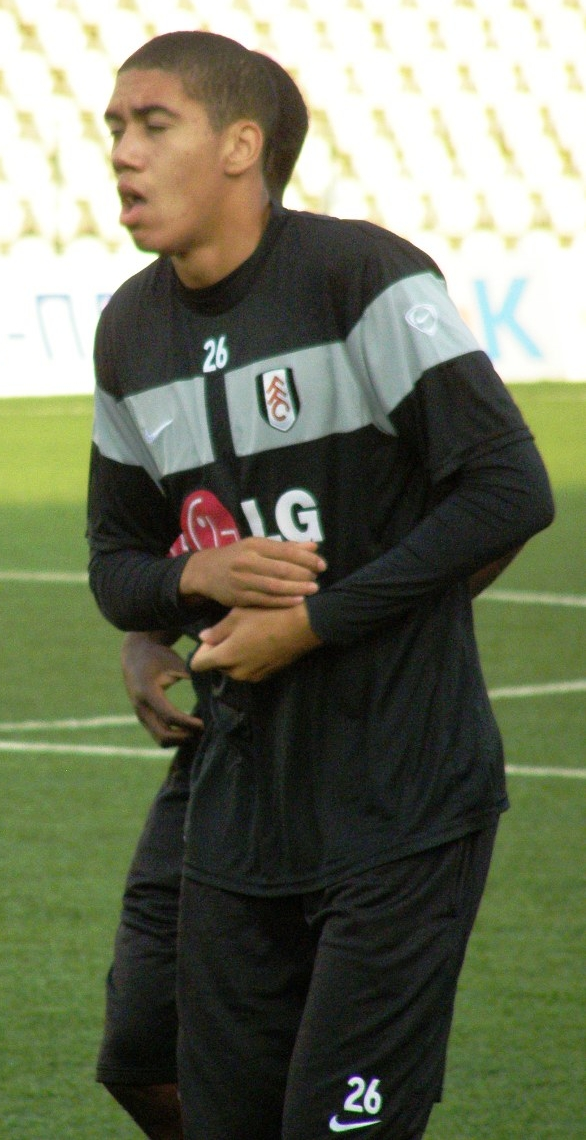
Chris Smalling podczas treningu Fulham

W czasie gry dla Maidstone United Smalling został wypatrzony przez Barry’ego Dunna – skauta Fulham. Zaproponował mu występ w zespole rezerw. Spotkanie to oglądał ówczesny szkoleniowiec klubu – Roy Hodgson i w czerwcu 2008 roku Smalling podpisał trzyletni kontrakt z Fulham. Kwota transferu wyniosła 10 tysięcy funtów. Fulham zobowiązał się także płacić 10 tysięcy funtów po każdych 10 występach Smallinga w pierwszym zespole. W listopadzie 2008 roku Smalling został mianowany kapitanem zespołu rezerw.
18 lutego Smalling zasiadł na ławce rezerwowych w meczu Premier League z Manchesterem United. 24 maja zagrał w meczu z Evertonem. Zmienił wówczas w 77. minucie Aarona Hughesa i zadebiutował w Premier League. Był to jego jedyny występ w sezonie 2008/2009. 17 września 2009 roku Smalling zadebiutował w europejskich pucharach, w meczu Ligi Europy z CSKA Sofia. 28 grudnia po raz pierwszy zagrał od pierwszej minuty w meczu Premier League. Wystąpił wówczas w spotkaniu z Chelsea. W 78. minucie tego spotkania strzelił bramkę samobójczą. W sezonie 2009/2010 Smalling rozegrał łącznie 18 meczów, w tym 12 w lidze, cztery w pucharach europejskich i dwa w krajowych. Nie strzelił w nich żadnego gola.

### Manchester United
26 stycznia 2010 Smalling podpisał czteroletni kontrakt z Manchesterem United, który zaczął obowiązywać z początkiem sezonu 2010/2011 – 1 lipca. Według mediów suma transferu wyniosła około 7–12 milionów funtów.
16 lipca Smalling po raz pierwszy wystąpił w Manchesterze United w meczu towarzyskim z Celtikiem (wygrana 3:1). W spotkaniu tym doprowadził do rzutu karnego, po którym padła bramka dla przeciwnika. 30 lipca w meczu z CD Guadalajara (przegrana 2:3) zdobył swoją pierwszą bramkę dla United. Strzelił ją z główki po dośrodkowaniu Darrona Gibsona. 8 sierpnia zdobył z Manchesterem United Tarczę Wspólnoty po zwycięstwie 3:1 nad Chelsea. W meczu tym Smalling zagrał od 71. minuty, kiedy to zmienił Fábio da Silvę. 7 sierpnia 2011 roku w meczu o Tarczę Wspólnoty przeciwko Manchesterowi City strzelił gola, czym przyczynił się do zwycięstwa i zdobycia przez Manchester United Tarczy Wspólnoty.
21 kwietnia 2015 roku przedłużył kontrakt z klubem do czerwca 2019 roku.

### AS Roma
30 sierpnia 2019 roku udał się na roczne wypożyczenie do AS Romy. 5 października 2020 roku podpisał definitywny kontrakt z AS Romą.

## Kariera reprezentacyjna

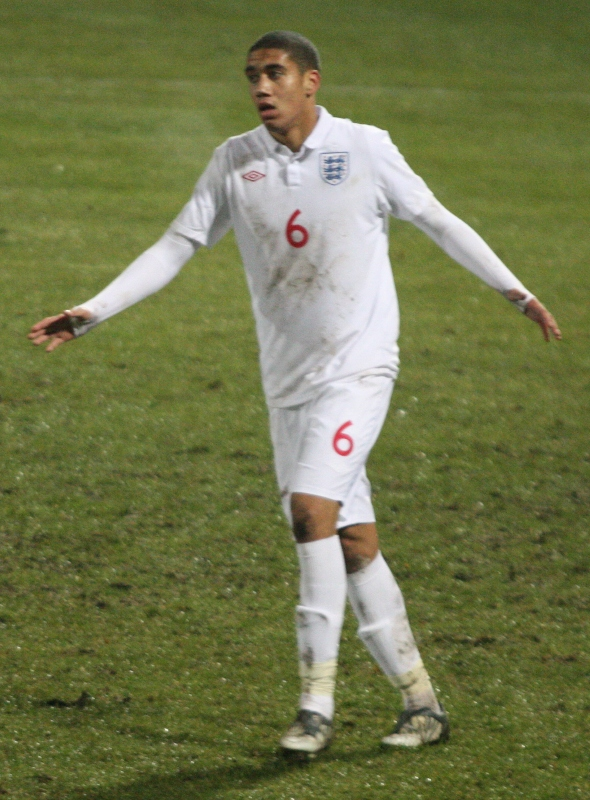
Smalling w reprezentacji U-21, listopad 2009

Smalling występował w reprezentacji Anglii U-18. 31 marca 2009 roku zadebiutował w kadrze U-20 w meczu z Włochami. W spotkaniu tym wszedł z ławki rezerwowych za Jamesa Tomkinsa.
5 sierpnia 2009 roku został powołany do reprezentacji U-21 na mecz z Holandią i 11 sierpnia zadebiutował w kadrze do lat 21, zastępując Jacka Rodwella. 14 listopada po raz pierwszy zagrał w spotkaniu od pierwszej minuty. Wystąpił wówczas w meczu z Portugalią. Łącznie rozegrał cztery mecze w kadrze U-21.

## Styl gry
Smalling jest szybkim środkowym obrońcą. Potrafi grać w powietrzu, wykonywać bardzo dokładne podania oraz „czytać grę”.

## Statystyki kariery
| Klub               | Sezon              | Liga  | Liga | Puchar krajowy | Puchar krajowy | Puchar Ligi | Puchar Ligi | Europa | Europa | Inne  | Inne | Łącznie | Łącznie |
| Klub               | Sezon              | Mecze | Gole | Mecze          | Gole           | Mecze       | Gole        | Mecze  | Gole   | Mecze | Gole | Mecze   | Gole    |
| Maidstone United   | 2007/08            | 11    | 1    | 0              | 0              | 1           | 0           | -      | -      | 2     | 0    | 14      | 1       |
| Maidstone United   | Razem              | 11    | 1    | 0              | 0              | 1           | 0           | -      | -      | 2     | 0    | 14      | 1       |
| Fulham             | 2008/09            | 1     | 0    | 0              | 0              | 0           | 0           | -      | -      | -     | -    | 1       | 0       |
| Fulham             | 2009/10            | 12    | 0    | 1              | 0              | 1           | 0           | 4      | 0      | -     | -    | 18      | 0       |
| Fulham             | Razem              | 13    | 0    | 1              | 0              | 1           | 0           | 4      | 0      | 0     | 0    | 19      | 0       |
| Manchester United  | 2010/11            | 16    | 0    | 4              | 0              | 3           | 1           | 9      | 0      | 1     | 0    | 33      | 1       |
| Manchester United  | 2011/12            | 19    | 1    | 2              | 0              | 1           | 0           | 7      | 0      | 1     | 1    | 30      | 2       |
| Manchester United  | 2012/13            | 15    | 0    | 5              | 0              | 0           | 0           | 2      | 0      | -     | -    | 22      | 0       |
| Manchester United  | 2013/14            | 25    | 1    | 1              | 0              | 4           | 0           | 7      | 1      | 1     | 0    | 38      | 2       |
| Manchester United  | 2014/15            | 25    | 4    | 4              | 0              | 0           | 0           | -      | -      | -     | -    | 29      | 4       |
| Manchester United  | 2015/16            | 35    | 0    | 7              | 1              | 2           | 0           | 11     | 1      | -     | -    | 55      | 2       |
| Manchester United  | 2016/17            | 18    | 1    | 4              | 1              | 4           | 0           | 10     | 0      | 0     | 0    | 36      | 2       |
| Manchester United  | 2017/18            | 29    | 4    | 5              | 0              | 3           | 0           | 8      | 0      | 1     | 0    | 46      | 4       |
| Manchester United  | 2018/19            | 24    | 1    | 2              | 0              | 0           | 0           | 8      | 0      | -     | -    | 34      | 1       |
| Manchester United  | Razem              | 206   | 12   | 34             | 2              | 17          | 1           | 62     | 2      | 4     | 1    | 323     | 18      |
| AS Roma (wyp.)     | 2019/20            | 30    | 3    | 2              | 0              | -           | -           | 5      | 0      | -     | -    | 37      | 3       |
| AS Roma            | 2020/21            | 16    | 0    | 0              | 0              | -           | -           | 5      | 0      | -     | -    | 21      | 0       |
| AS Roma            | 2021/22            | 27    | 3    | 1              | 0              | -           | -           | 10     | 1      | -     | -    | 38      | 4       |
| AS Roma            | 2022/23            | 32    | 3    | 1              | 0              | -           | -           | 14     | 0      | -     | -    | 47      | 3       |
| AS Roma            | 2023/24            | 8     | 0    | 0              | 0              | -           | -           | 4      | 0      | -     | -    | 12      | 0       |
| AS Roma            | Razem              | 113   | 9    | 4              | 0              | 0           | 0           | 38     | 1      | 0     | 0    | 155     | 10      |
| Al-Fayha FC        | 2024/25            | 30    | 1    | 2              | 0              | -           | -           | -      | -      | -     | -    | 32      | 1       |
| Al-Fayha FC        | Razem              | 30    | 1    | 2              | 0              | 0           | 0           | 0      | 0      | 0     | 0    | 32      | 1       |
| Łącznie w karierze | Łącznie w karierze | 260   | 16   | 37             | 2              | 19          | 1           | 71     | 2      | 6     | 1    | 393     | 22      |

Stan na 1 sierpnia 2025.

## Sukcesy
Manchester United
- Premier League (2): 2010/11, 2012/13
- Tarcza Wspólnoty (3): 2010, 2011, 2013
- Puchar Anglii (1): 2015/2016
- Puchar Ligi (1): 2016/2017
- Liga Europy (1): 2016/2017

### AS Roma
- Liga Konferencji (1): 2021/2022